# Pantabangan
Pantabangan est une localité de la province de Nueva Ecija, aux Philippines. En 2015, elle compte 29 925 habitants.